# Humanistische Union
Die Humanistische Union e. V. (HU) ist eine deutsche Bürgerrechtsvereinigung. Ihre Ziele sind unter anderem die Verwirklichung einer umfassenden Informationsfreiheit und mehr direkte Demokratie sowie die Abschaffung des Verfassungsschutzes. Die strikte Trennung zwischen Religion und Staat ist Teil ihres Programms. Die HU wurde 1961 in München gegründet und hat die Rechtsform eines eingetragenen Vereins.

## Geschichte

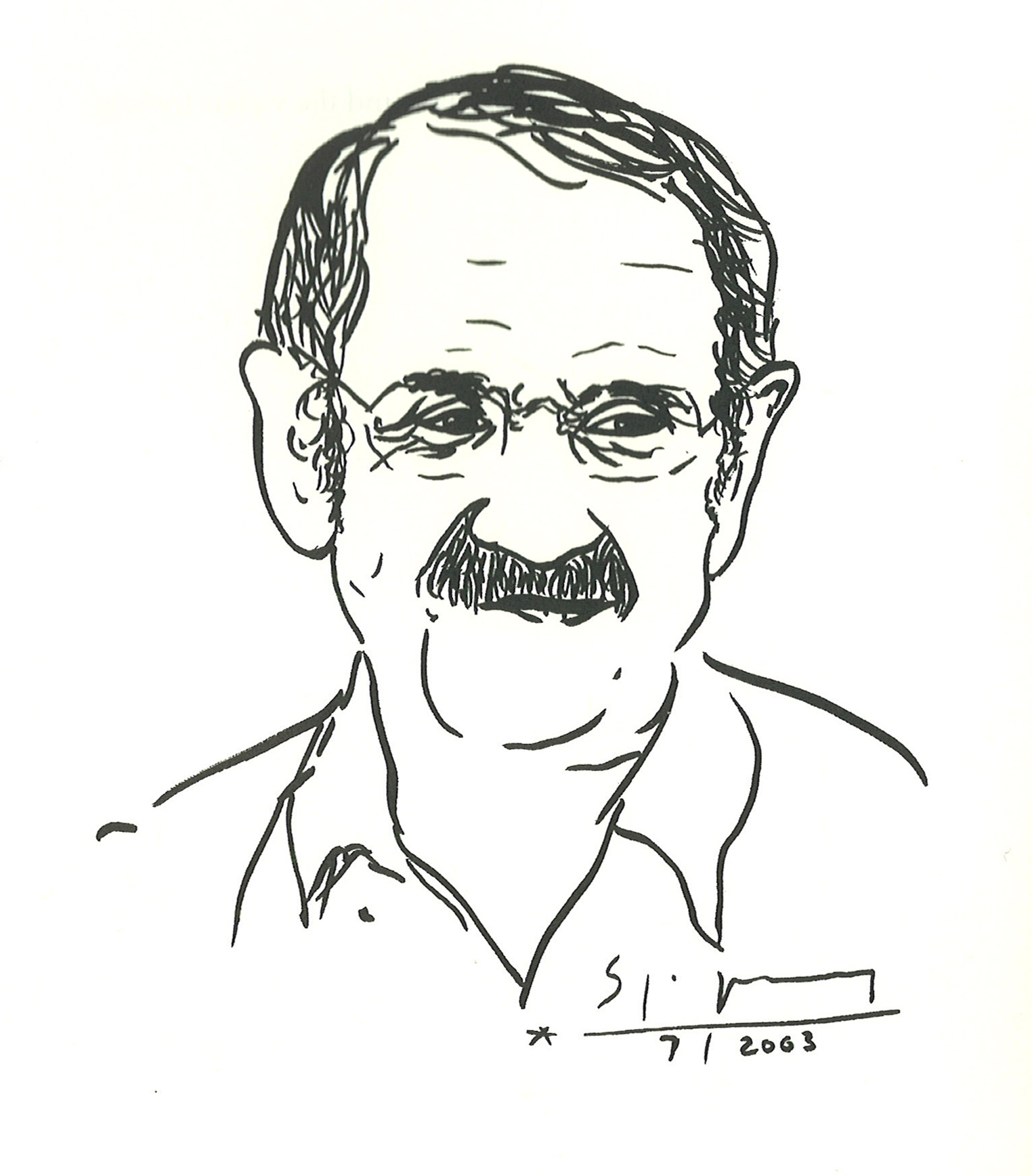
Gerhard Szczesny, Gründer der HU

Die HU wurde am 26. August 1961 auf Initiative von Gerhard Szczesny, der am 6. Juni 1961 einen entsprechenden Aufruf verfasst hatte, gegründet. Die Gründungsmitglieder, darunter der hessische Generalstaatsanwalt Fritz Bauer, sahen die HU weniger als eine Bürgerrechtsorganisation, sondern als lose kulturpolitische Vereinigung linksliberaler Persönlichkeiten des öffentlichen Lebens und wollten eine „humanistisch begründete Gegenöffentlichkeit“ zur herrschenden christlich-konservativen Grundstimmung der Adenauer-Ära herstellen.
Ein erklärtes Gründungsziel war die „Befreiung des Menschen aus den Fesseln obrigkeitsstaatlicher und klerikaler Bindungen“. Das Prinzip der „geistigen Bevormundung“ durch Staat und Kirche sollte dem Grundsatz der Selbstverantwortung und Selbstverwirklichung des Einzelnen weichen. Wissenschaft, Presse, Literatur, Kunst und Kultur sollten sich ohne staatlichen oder kirchlichen Einfluss auf Basis der freiheitlichen demokratischen Rechtsordnung des Grundgesetzes frei entfalten können.
Die im Grundgesetz statuierten Freiheitsrechte sahen die Gründungsmitglieder der HU insbesondere durch kirchliche Einflüsse bedroht. Sie forderten daher die strikte Trennung von Kirche und Staat. Aufgrund dieser Forderung wurde und wird die HU teilweise als antichristliche Organisation angesehen. Sie selbst bezeichnet sich als antiklerikal und antikonfessionell.
In den folgenden Jahren entstanden auf lokaler Ebene Ortsverbände. Am 4. Juli 1962 wurde die Humanistische Studentenunion (HSU) gegründet. In den meisten Bundesländern arbeiten bis heute Landesverbände zu bürgerrechtlich relevanten landespolitischen Fragen wie z. B. des Strafvollzugs oder Polizeirechts. Die gesellschaftliche Ausdehnung der HU und die damit verbundene Aufnahme neuer Mitglieder führten schon bald zu einer Erweiterung des Tätigkeitsbereichs. Im Fokus stand zunächst die Liberalisierung des Strafrechts. Hier wandte sich die HU gegen die Strafbarkeit rein „sittenwidriger“ Verhaltensweisen, beispielsweise der Verbreitung unzüchtiger Schriften, der Homosexualität (§ 175 des Strafgesetzbuches (StGB)) oder auch der Gotteslästerung. Zudem plädierte die HU für eine politische Auseinandersetzung mit Kommunismus und Sozialismus, die an Stelle der rechtlichen Verfolgung ihrer Anhänger treten sollte.
Ihre Ziele verfolgte die HU zunächst durch Vorträge, Podiumsdiskussionen, Plakataktionen, öffentliche Erklärungen und Publikationen. Diese unmittelbare Einwirkung auf die öffentliche Meinung wich jedoch im Laufe der Zeit zunehmend einer Lobbyarbeit, die sich beispielsweise in Stellungnahmen und Gutachten zu Gesetzgebungsvorhaben niederschlug.
Mitte der 1960er Jahre wurden innerhalb der HU Rufe nach mehr innerverbandlicher Demokratie laut. Die bisher intern eher informell agierende Vereinigung sollte zudem transparenter strukturiert und organisiert werden. Diese Bestrebungen waren mit der ursprünglichen Idee des HU-Gründers Szczesny nicht in Einklang zu bringen. Im November 1967 kam es in Kassel auf einer Mitgliederversammlung zum Konflikt zwischen Szczesny und seinen Kritikern, den letztere für sich entscheiden konnten. Die Mitgliederversammlung verabschiedete eine neue Satzung, in der klare Strukturen und Verfahren festgelegt wurden. Sie gilt in ihren grundsätzlichen Inhalten bis heute. Szczesny blieb zwar zunächst Bundesvorsitzender, wurde aber 1969 von Walter Fabian abgelöst.
In der Folgezeit wandelte sich die HU mehr und mehr von einer linksliberalen antiklerikalen Bewegung zu einer Bürgerrechtsvereinigung. Anfang der 1970er Jahre setzte sich die HU für die Abschaffung des § 218 StGB ein, da sie das dort normierte Abtreibungsverbot als unzulässigen Eingriff in das Selbstbestimmungsrecht der schwangeren Frau ansah. In den späten 1970er Jahren bemühte sich die HU um eine Versachlichung des Umgangs mit und des Vorgehens gegen die Terroristen der RAF. Von 1979 bis 1983 fungierte Ulrich Klug als Bundesvorsitzender der HU.
Anfang der 1980er Jahre wandte sich die HU gegen die geplante Volkszählung und wurde durch das Volkszählungsurteil des Bundesverfassungsgerichts in ihrer Rechtsauffassung bestätigt. Spätestens seit dieser Zeit gehören Fragen des Datenschutzes und des Post- und Fernmeldegeheimnisses zu den Kernthemen der HU. Die Themen Antidiskriminierungsgesetz und Akteneinsichtsrecht (Informationsfreiheit) versuchte sie bereits viele Jahre vor dem Inkrafttreten der entsprechenden Gesetze zu popularisieren.
Nach der deutschen Wiedervereinigung 1990 setzte sich die HU intensiv für eine neue gesamtdeutsche Verfassung ein, die eine erweiterte Partizipation der Bürger gewährleisten sollte.
Zur Erhöhung der internationalen Kommunikationsfähigkeit der HU beschlossen deren Delegierte Ende September 2007, den Namen um den Zusatz „German Civil Liberties Union“ zu ergänzen. Die Änderung war eine Reaktion auf die zunehmende Verlagerung von Entscheidungsprozessen von der nationalen auf die europäische Ebene. Wie viele andere bislang primär national ausgerichtete NGOs sah sich auch die HU dadurch veranlasst, sich europaweit neu zu vernetzen.
Im Juni 2009 vereinigte sich die HU mit der Gustav Heinemann-Initiative. Eine daraufhin angestrebte Umbenennung in Gesellschaft für Bürgerrechte scheiterte in einer Urabstimmung im Dezember 2010 an der dazu nötigen Dreiviertelmehrheit. Die Organisation behält daher den zwischenzeitlich angenommenen Zusatz „vereinigt mit der Gustav Heinemann-Initiative“ im Namen.

## Ziele
Heute ist der Tätigkeitsschwerpunkt die Verteidigung der Bürgerrechte. Die HU setzt sich insbesondere ein für mehr demokratische Mitwirkungsrechte, die Begrenzung der Befugnisse von Polizei und Geheimdiensten, die Gleichstellung von Frauen und Männern, die Entkriminalisierung von Drogenbesitz sowie für Datenschutz und Informationsfreiheit. Sie fordert eine Gewährleistung des Selbstbestimmungsrechts von Kranken und Sterbenden, humane Bedingungen für Gefangene und Flüchtlinge sowie die Trennung von Kirche und Staat und vertritt eine kritische Haltung zu Staatsleistungen (Leistungsverpflichtungen der Länder an die Religionsgesellschaften) und zum staatlichen Religionsunterricht. Zudem kritisiert die HU das Registermodernisierungsgesetz und die Steuerliche Identifikationsnummer.
Der Verein ist Mitglied des NGO-Netzwerks Forum Menschenrechte, Mitunterzeichner der gemeinsamen Erklärung des Arbeitskreises Vorratsdatenspeicherung gegen den Gesetzesentwurf über die Vorratsdatenspeicherung sowie Unterstützerorganisation der Demonstrationen Freiheit statt Angst.

## Struktur

### Bundesvorstand
Der Bundesvorstand nimmt bundesweite Themen wahr. Seit September 2022 ist der Informatiker Stefan Hügel Vorsitzender des Bundesvorstandes.
Prominente Vorstandsmitglieder der HU waren der ehemalige hessische Generalstaatsanwalt Fritz Bauer, der Arzt und Psychoanalytiker Alexander Mitscherlich, der ehemalige niedersächsische Landtagsabgeordnete Werner Holtfort, der hannoversche Politikwissenschaftler und Bürgerrechtler Jürgen Seifert, der Musikwissenschaftler Volkmar Braunbehrens und der emeritierte Hamburger Kriminologieprofessor Fritz Sack (ebenfalls Mitglied im Kuratorium der Arbeitsgemeinschaft Humane Sexualität (AHS), von dem sich die HU im Jahre 2004 öffentlich abgrenzte). Auch der Rechtsanwalt und ehemalige Bundesinnenminister Otto Schily war HU-Vorstandsmitglied; später kam er einem Ausschlussantrag wegen seiner Sicherheitsgesetze („Otto-Katalog“) durch Austritt zuvor.

### Vorsitzende des Bundesvorstands seit Vereinsgründung
- Gerhard Szczesny (–1969)
- Walter Fabian (1969–1973)
- Hans Robinsohn (1973–1975)
- Charlotte Maack (1975–1979)
- Ulrich Klug (1979–1983)
- Jürgen Seifert (1983–1987)
- Ulrich Vultejus (1987–1995)
- Till Müller-Heidelberg (1991–2003)
- Reinhard Mokros (2003–2005)
- Rosemarie Will (2005–2013)
- Werner Koep-Kerstin (2013–2021)
- Stefan Hügel (seit 2021)

### Beirat
Zum Beirat der HU zählen Tobias Baur, Lorenz Böllinger, Daniela Dahn, Gunda Diercks-Elsner, Monika Frommel, Hansjürgen Garstka, Klaus Hahnzog, Johann-Albrecht Haupt, Hartmut von Hentig, Heide Hering, Thomas Krämer, Rüdiger Lautmann, Till Müller-Heidelberg, Gerd Pflaumer, Fritz Sack, Helga Schuchardt, Klaus Staeck, Kirsten Wiese, Rosemarie Will und Karl Georg Zinn.
Ehemalige Angehörige des Beirats sind unter anderen die ehemaligen Bundesminister Renate Künast, Werner Maihofer, Herta Däubler-Gmelin, Sabine Leutheusser-Schnarrenberger und Heidemarie Wieczorek-Zeul, die ehemalige Bundestagsvizepräsidenten Burkhard Hirsch und Claudia Roth, der Politikwissenschaftler Wolfgang Abendroth, der Schriftsteller Walter Jens, der ehemalige Oberlandesgerichtspräsident Rudolf Wassermann, die Friedensaktivistin Petra Kelly, die ehemaligen Bundestagsabgeordneten Harri Bading, Oswald Adolph Kohut, Peter Blachstein und Ingrid Matthäus-Maier, der Psychologe und Sozialwissenschaftler Helmut Kentler, die ehemalige hessische Ministerin Heide Pfarr, die frühere DDR-Bürgerrechtlerin Bärbel Bohley und Rosi Wolf-Almanasreh.

### Mitglieder
Zu den Mitgliedern und Unterstützern der HU zählten in den 1960er- und 1970er-Jahren Prominente aus Politik und Gesellschaft. Auch der Schauspieler, Regisseur und Theaterpädagoge Hans Günther von Klöden (1907–1986) und der  Politiker Gerhard Meyer (1937–2016) waren Mitglieder der Humanistischen Union.

### Ortsvereine
Die regionale Präsenz ist sehr unterschiedlich. So organisierte der Ortsverein Frankfurt unter dem Vorsitz von Peter Menne Veranstaltungen mit bundesweitem Echo, wie z. B. die Podiumsdiskussion Nach dem NSU-Debakel: Brauchen wir den Verfassungsschutz. 2005 und 2006 organisierte und moderierte Peter Menne die Reihe Leitkultur Menschenrechte. Das Kernanliegen der HU, die Trennung von Staat und Kirche, wird weiter thematisiert, beispielsweise mit der Lesung „Papst unerwünscht“ gemeinsam mit Helge Nyncke anlässlich des Auftritts von Papst Benedikt XVI. vor dem Bundestag im September 2011.
Der Ortsverein Marburg kümmert sich insbesondere um die sozialen Grundrechte. Der langjährige Vorsitzende Franz-Josef Hanke schuf gemeinsam mit der Stadt Marburg den undotierten Preis „Marburger Leuchtfeuer“.
Andere Aktivitäten der letzten Jahre (wie z. B. die Mitwirkung am Grundrechte-Report) wurden von Projekt- und Arbeitsgruppen entwickelt, die überregional arbeiten.

### Bildungswerke und andere Institutionen
Ein Bildungswerk bestand von 1971 bis 2021 in Nordrhein-Westfalen (Essen), ein weiteres besteht in Bayern. Darüber hinaus gibt es eine Frauen- und Familienberatung in Schleswig-Holstein.

## Kontroverse um Pädophilie
Kritisiert wird die HU wegen einer Erklärung des Bundesvorstandes der Humanistischen Union zum Sexualstrafrecht vom 24. Juni 2000. Darin wandte sich der Bundesvorstand gegen eine seiner Ansicht nach seit Mitte der 1990er Jahre zu beobachtende Verpolizeilichung der Gesellschaft im Bereich der Sexualstraftaten sowie eine mediale und öffentliche „Erzeugung moralischer Panik“. Der gesellschaftliche und staatliche Umgang mit der Gruppe der Pädophilen wurde darin als „Lehrstück aus dem ebenso alten wie offenbar aufklärungsresistenten Kapitel der Erzeugung von gesellschaftlichen Sündenböcken und der moralischen Verschiebung und Entäußerung sozialer Probleme“ charakterisiert. Angesichts der „absolut und relativ außerordentlich raren Fälle sexueller Gewalthandlungen“ wurde auch gegen eine „kreuzzugartige Kampagne gegen Pädophile“ Position bezogen.
Diese Erklärung des Bundesvorstandes wurde auf dem Verbandstag der HU im Dezember 2000 abgelehnt. Begründet wurde dies insbesondere mit dem Fehlen der Betroffenensicht der Opfer. Der Bundesvorstand wurde aufgefordert, die Erklärung nicht als Position der HU zu verbreiten und in geeigneter Weise klarzustellen, dass die HU sexuelle Kontakte von Erwachsenen mit Kindern weder billigt noch in irgendeiner Weise unterstützt. Betont wurde, dass hinsichtlich sexueller Handlungen zwischen Erwachsenen und Kindern wegen des vorhandenen Machtgefälles generell keine Freiwilligkeit vorliegen könne. Dem Eindruck, die Erklärung äußere sich wertend zur Pädophilie selbst, entgegnete der Bundesvorsitzende, dass sich keine Stellungnahme der HU jemals positiv zu dieser Form abweichenden Verhaltens geäußert habe. Im Jahr 2004 sah sich die HU zu einer Distanzierung von der Arbeitsgemeinschaft Humane Sexualität veranlasst. Allerdings bezeichnete die Humanistische Union 2008 in einem Nachruf Helmut Kentler, Mitglied im HU-Beirat und im AHS-Kuratorium, als „Leuchtturm unseres Beirats“ und würdigte ihn: „Wie kein zweiter verkörperte Helmut Kentler die humanistische Aufgabe einer aufklärerischen Sexualerziehung, und zudem war er ein Vorbild für öffentliche Wissenschaft.“ Kentler gilt als „Schlüsselfigur“ und einer der Hauptakteure pädosexueller Netzwerke.
Im März 2010 wies die HU die Kritik des Regensburger Bischofs Gerhard Ludwig Müller, in der ihr eine Förderung oder Begünstigung pädophiler Handlungen unterstellt wurde, zurück und bekannte sich zum Schutz Minderjähriger vor sexuellen Übergriffen und zu einer strafrechtlichen Verfolgung der Täter. Sie habe sich mit den Argumenten der Befürworter pädophiler Beziehungen auseinandergesetzt, diese aber verworfen und klar Position bezogen, wo die Grenze für legitime sexuelle Handlungen von Erwachsenen liege. Die HU erklärte, dass es eine „einvernehmliche Sexualität“ zwischen Erwachsenen und Kindern nicht geben könne, wandte sich aber gegen eine Dämonisierung von Straftätern und eine Kriminalpolitik der Angst. Das Landgericht Berlin untersagte Müller durch eine Verfügung vom 13. April 2010 die weitere Verbreitung dieser oder ähnlich lautender Erklärungen.
2010 äußerte sich Geschäftsführer Sven Lüders in den vereinsinternen Mitteilungen dann mit einem Rückblick und einer längeren kritischen Bestandsaufnahme. Auf seiner Webseite betont der Verein mit Verweis auf seine Erklärung von 2004, dass er keine Straffreiheit für sexuellen Austausch zwischen Erwachsenen und Kindern befürwortet.

## Publikationen

### Mitgliederzeitschrift
Die HU-Vereinszeitschrift Mitteilungen (ISSN 0046-824X) hat in erster Linie Interna und laufende Arbeitsvorhaben der HU zum Inhalt. Sie erscheint seit 1962 vierteljährlich.

### „vorgänge“
Die HU ist seit der Fusion mit der Gustav-Heinemann-Initiative (GHI) alleiniger Herausgeber der vorgänge – Zeitschrift für Bürgerrechte und Gesellschaftspolitik (ISSN 0507-4150). Zuvor hatten beide Bürgerrechtsorganisationen die Zeitschrift gemeinsam herausgegeben. Das Journal existiert seit 1961. Die vorgänge erscheinen viermal im Jahr.

### Grundrechte-Report
Mit anderen Vereinigungen veröffentlicht die HU seit 1997 jährlich den Grundrechte-Report, der die Lage der Bürger- und Menschenrechte in Deutschland zum Inhalt hat.

## Gestiftete Preise

### Fritz-Bauer-Preis
Seit 1968 vergibt die HU jährlich den Fritz-Bauer-Preis an Persönlichkeiten oder Institutionen, die sich in besonderer Weise um die Demokratisierung, Liberalisierung und Humanisierung der Rechtsordnung der Bundesrepublik Deutschland verdient gemacht haben.

### Ingeborg-Drewitz-Preis
Der Ingeborg-Drewitz-Preis ist ein 1987 vom Landesverband Berlin gestifteter Preis, der an die 1986 verstorbene Schriftstellerin Ingeborg Drewitz erinnert. Er wird in unregelmäßigen Abständen an Menschen und Einrichtungen verliehen, die sich in besonderer Weise für die Menschenwürde engagiert haben.

### Aufrechter Gang
Mit dem Preis werden seit 1988 vom Ortsverband München der HU Frauen und Männer ausgezeichnet, die sich in Bayern für Bürgerrechte und Demokratie einsetzen und mit dieser Haltung zur Entfaltung einer demokratischen Kultur beitragen. Zu den Preisträgern zählen Winfried Maier (2002), Christiane Ernst-Zettl (2008), Reiner Bernstein und seine Frau Judith (2018) sowie Wolfram Kastner (2022).

### Marburger Leuchtfeuer
Seit 2005 vergeben die Stadt Marburg und der Ortsverband Marburg der HU gemeinsam das Marburger Leuchtfeuer für Soziale Bürgerrechte.